# Saint-Étienne-lès-Remiremont
Saint-Étienne-lès-Remiremont és un municipi francès, situat al departament dels Vosges i a la regió del Gran Est. L'any 2007 tenia 3.899 habitants.

## Demografia

### Població
El 2007 la població de fet de Saint-Étienne-lès-Remiremont era de 3.899 persones. Hi havia 1.604 famílies, de les quals 462 eren unipersonals (237 homes vivint sols i 225 dones vivint soles), 543 parelles sense fills, 470 parelles amb fills i 129 famílies monoparentals amb fills.
La població ha evolucionat segons el següent gràfic:
Habitants censats

### Habitatges
El 2007 hi havia 1.740 habitatges, 1.622 eren l'habitatge principal de la família, 27 eren segones residències i 90 estaven desocupats. 1.075 eren cases i 663 eren apartaments. Dels 1.622 habitatges principals, 952 estaven ocupats pels seus propietaris, 517 estaven llogats i ocupats pels llogaters i 154 estaven cedits a títol gratuït; 17 tenien una cambra, 133 en tenien dues, 262 en tenien tres, 487 en tenien quatre i 724 en tenien cinc o més. 1.105 habitatges disposaven pel capbaix d'una plaça de pàrquing. A 828 habitatges hi havia un automòbil i a 608 n'hi havia dos o més.

### Piràmide de població
La piràmide de població per edats i sexe el 2009 era:
| Homes | Edats   | Dones |
| ----- | ------- | ----- |
| 4     | 95 o +  | 0     |
| 8     | 90 a 94 | 16    |
| 20    | 85 a 89 | 44    |
| 24    | 80 a 84 | 36    |
| 60    | 75 a 79 | 68    |
| 60    | 70 a 74 | 80    |
| 88    | 65 a 69 | 100   |
| 88    | 60 a 64 | 100   |
| 88    | 55 a 59 | 88    |
| 184   | 50 a 54 | 140   |
| 148   | 45 a 49 | 180   |
| 124   | 40 a 44 | 128   |
| 128   | 35 a 39 | 156   |
| 216   | 30 a 34 | 144   |
| 176   | 25 a 29 | 112   |
| 88    | 20 a 24 | 108   |
| 152   | 15 a 19 | 116   |
| 112   | 10 a 14 | 140   |
| 124   | 5 a 9   | 124   |
| 128   | 0 a 4   | 88    |

## Economia
El 2007 la població en edat de treballar era de 2.525 persones, 1.816 eren actives i 709 eren inactives. De les 1.816 persones actives 1.612 estaven ocupades (913 homes i 699 dones) i 206 estaven aturades (105 homes i 101 dones). De les 709 persones inactives 290 estaven jubilades, 194 estaven estudiant i 225 estaven classificades com a «altres inactius».

### Ingressos
El 2009 a Saint-Étienne-lès-Remiremont hi havia 1.657 unitats fiscals que integraven 3.920 persones, la mediana anual d'ingressos fiscals per persona era de 16.803 €.

### Activitats econòmiques
Dels 180 establiments que hi havia el 2007, 1 era d'una empresa extractiva, 3 d'empreses alimentàries, 3 d'empreses de fabricació de material elèctric, 15 d'empreses de fabricació d'altres productes industrials, 30 d'empreses de construcció, 52 d'empreses de comerç i reparació d'automòbils, 4 d'empreses de transport, 10 d'empreses d'hostatgeria i restauració, 15 d'empreses financeres, 9 d'empreses immobiliàries, 17 d'empreses de serveis, 8 d'entitats de l'administració pública i 13 d'empreses classificades com a «altres activitats de serveis».
Dels 42 establiments de servei als particulars que hi havia el 2009, 1 era una oficina de correu, 1 funerària, 6 tallers de reparació d'automòbils i de material agrícola, 2 tallers d'inspecció tècnica de vehicles, 3 guixaires pintors, 5 fusteries, 6 lampisteries, 4 electricistes, 2 empreses de construcció, 4 perruqueries, 1 veterinari, 6 restaurants i 1 saló de bellesa.
Dels 15 establiments comercials que hi havia el 2009, 1 era, 3 supermercats, 2 fleques, 1 una fleca, 1 una carnisseria, 2 botigues de mobles, 2 botigues de material esportiu, 1 una botiga de material de revestiment de parets i terra i 2 floristeries.
L'any 2000 a Saint-Étienne-lès-Remiremont hi havia 19 explotacions agrícoles que ocupaven un total de 663 hectàrees.

## Equipaments sanitaris i escolars
Els 2 equipaments sanitaris que hi havia el 2009 eren farmàcies.
El 2009 hi havia 1 escola maternal i 2 escoles elementals.

## Poblacions més properes
El següent diagrama mostra les poblacions més properes.